# Coupe de Bulgarie féminine de volley-ball
La Coupe de Bulgarie de volley-ball féminin est une compétition nationale de volley-ball organisé par Fédération bulgare de volley-ball (Българска Федерация Волейбол, BVF). Elle a été créée en 1954.

## Palmarès
| Année                                                           | Vainqueur       | Score                                     | Finaliste          |
| --------------------------------------------------------------- | --------------- | ----------------------------------------- | ------------------ |
| 1954                                                            | Slavia Sofia    |                                           |                    |
| 1955                                                            | Minyor Pernik   |                                           | Slavia Sofia       |
| 1956                                                            | Slavia Sofia    |                                           | Lokomotiv Sofia    |
| 1957                                                            | Slavia Sofia    |                                           |                    |
| 1958 : Compétition non disputée                                 |                 |                                           |                    |
| 1959                                                            | Levski Sofia    |                                           |                    |
| 1960                                                            | Levski Sofia    |                                           |                    |
| 1961                                                            | Levski Sofia    |                                           |                    |
| 1962–1965 : Compétition non disputée                            |                 |                                           |                    |
| 1966                                                            | Levski Sofia    |                                           |                    |
| 1967                                                            | Levski Sofia    |                                           |                    |
| 1968                                                            | Akademik Sofia  |                                           |                    |
| 1969                                                            | CSKA Sofia      |                                           |                    |
| 1970                                                            | Levski Sofia    |                                           |                    |
| 1971                                                            | Slavia Sofia    |                                           |                    |
| 1972                                                            | Levski Sofia    |                                           |                    |
| 1973                                                            | Levski Sofia    |                                           |                    |
| 1974                                                            | Levski Sofia    |                                           | Slavia Sofia       |
| 1975                                                            | Minyor Pernik   |                                           |                    |
| 1976                                                            | CSKA Sofia      |                                           |                    |
| 1977                                                            | Slavia Sofia    |                                           |                    |
| 1978                                                            | Levski Sofia    |                                           |                    |
| 1979                                                            | CSKA Sofia      |                                           |                    |
| 1980                                                            | Levski Sofia    |                                           |                    |
| 1981                                                            | CSKA Sofia      |                                           |                    |
| 1982                                                            | CSKA Sofia      |                                           |                    |
| 1983                                                            | CSKA Sofia      |                                           |                    |
| 1984                                                            | Dunav Ruse      |                                           |                    |
| 1985                                                            | CSKA Sofia      |                                           |                    |
| 1986                                                            | CSKA Sofia      |                                           |                    |
| 1987                                                            | Levski Sofia    |                                           |                    |
| 1988                                                            | CSKA Sofia      |                                           |                    |
| 1989                                                            | CSKA Sofia      |                                           |                    |
| 1990                                                            | Levski Sofia    |                                           |                    |
| 1991                                                            | Levski Sofia    |                                           |                    |
| 1992                                                            | Levski Sofia    |                                           | Lokomotiv Sofia    |
| 1993                                                            | CSKA Sofia      |                                           |                    |
| 1994                                                            | Levski Sofia    |                                           |                    |
| 1995                                                            | CSKA Sofia      |                                           | Slavia Sofia       |
| 1996                                                            | CSKA Sofia      |                                           |                    |
| 1997                                                            | Levski Sofia    |                                           |                    |
| 1998                                                            | Levski Sofia    |                                           | Slavia Sofia       |
| 1999                                                            | Levski Sofia    |                                           |                    |
| 2000                                                            | CSKA Sofia      |                                           |                    |
| 2001                                                            | Levski Sofia    |                                           |                    |
| 2002                                                            | Levski Sofia    | 3 - 2 (?)                                 | CSKA Sofia         |
| 2003                                                            | Levski Sofia    | 3 - 1 (?)                                 | CSKA Sofia         |
| 2004                                                            | CSKA Sofia      | 3 - 1 (15-25, 25-21, 25-16, 25-15)        | Levski Sofia       |
| 2005                                                            | Levski Sofia    | 3 - 2 (25-23, 22-25, 25-16, 21-25, 15-10) | CSKA Sofia         |
| 2006                                                            | Levski Sofia    | 3 - 0 (25-13, 25-20, 25-17)               | CSKA Sofia         |
| 2007                                                            | Slavia Sofia    |                                           |                    |
| 2008                                                            | CSKA Sofia      | 3 - 0 (25-23, 25-12, 26-24)               | Levski Sofia       |
| 2009                                                            | Levski Sofia    | 3 - 2 (17-25, 27-25, 25-15, 18-25, 22-20) | CSKA Sofia         |
| 2010                                                            | CSKA Sofia      | 3 - 0 (25-19, 25-17, 25-15)               | Levski Sofia       |
| 2011                                                            | CSKA Sofia      | 3 - 0 (25-20, 26-24, 25-12)               | Maritsa Plovdiv    |
| 2012                                                            | Maritsa Plovdiv | 3 - 0 (25-18, 25-20, 25-14)               | Levski Sofia       |
| 2013                                                            | CSKA Sofia      | 3 - 2 (17-25, 18-25, 25-19, 28-26, 15-13) | Kazanlak Volley    |
| 2014                                                            | Levski Sofia    | 3 - 2 (31-33, 19-25, 25-12, 25-20, 15-12) | CSKA Sofia         |
| 2015                                                            | Maritsa Plovdiv | 3 - 2 (25-21, 16-25, 25-20, 25-27, 15-12) | Levski Sofia       |
| 2016                                                            | Levski Sofia    | 3 - 1 (25-9, 22-25, 25-23, 25-17)         | Maritsa Plovdiv    |
| 2017                                                            | Maritsa Plovdiv | 3 - 0 (25-15, 25-18, 25-12)               | Slavia Sofia       |
| 2018                                                            | Maritsa Plovdiv | 3 - 1 (23-25, 25-16, 26-24, 25-20)        | Levski Sofia       |
| 2019                                                            | Maritsa Plovdiv | 3 - 0 (25-15, 25-13, 25-7)                | Beroe Stara Zagora |
| 2020 : Compétition arrêtée en raison de la pandémie de Covid-19 |                 |                                           |                    |
| 2021                                                            | Maritsa Plovdiv | 3 - 0 (25-11, 25-13, 25-15)               | CSKA Sofia         |
| 2022                                                            | Maritsa Plovdiv | 3 - 0 (25-17, 25-23, 25-23)               | VK Varna-DKS       |
| 2023                                                            | Maritsa Plovdiv | 3 - 0 (25-16, 25-20, 25-17)               | CSKA Sofia         |
| 2024                                                            | Maritsa Plovdiv | 3 - 1 (25-22, 25-12, 22-25, 25-15)        | CSKA Sofia         |

## Bilan par club
| Club            | Titres | Ville   | Année |
| --------------- | ------ | ------- | --- |
| Levski Sofia    | 27     | Sofia   | 1959, 1960, 1961, 1966, 1967, 1970, 1972, 1973, 1974, 1978, 1980, 1987, 1990, 1991, 1992, 1994, 1997, 1998, 1999, 2001, 2002, 2003, 2005, 2006, 2009, 2014, 2016 |
| CSKA Sofia      | 19     | Sofia   | 1969, 1976, 1979, 1981, 1982, 1983, 1985, 1986, 1988, 1989, 1993, 1995, 1996, 2000, 2004, 2008, 2010, 2011, 2013                                                 |
| Maritsa Plovdiv | 9      | Plovdiv | 2012, 2015, 2017, 2018, 2019, 2021, 2022, 2023, 2024 |
| Slavia Sofia    | 6      | Sofia   | 1954, 1956, 1957, 1971, 1977, 2007 |
| Minyor Pernik   | 2      | Pernik  | 1955, 1975 |
| Akademik Sofia  | 1      | Sofia   | 1968 |
| Dunav Ruse      | 1      | Roussé  | 1984 |